# Strzępiak perełkowy
Strzępiak perełkowy (Inocybe margaritispora (Berk.) Sacc.) – gatunek grzybów należący do rodziny strzępiakowatych (Inocybaceae).

## Systematyka i nazewnictwo
Pozycja w klasyfikacji według Index Fungorum: Inocybe, Inocybaceae, Agaricales, Agaricomycetidae, Agaricomycetes, Agaricomycotina, Basidiomycota, Fungi.
Po raz pierwszy zdiagnozował go w 1883 r. Miles Joseph Berkeley nadając mu nazwę Agaricus margaritispora. Obecną, uznaną przez Index Fungorum nazwę nadał mu Pier Andrea Saccardo w 1887 r.
Synonimy:
- Agaricus margaritispora Berk. 1883
- Astrosporina margaritispora (Berk.) Rea 1922
- Inocybe margaritispora f. minor Bon 1995
- Inocybe margaritispora var. minor Bon 1999
- Inocybe phaeosticta Furrer-Ziogas 1952

Nazwę polską podał Andrzej Nespiak w 1990 r.

## Morfologia
Kapelusz
Średnica 3–6 cm, początkowo stożkowaty lub półkulisty, potem płasko rozpostarty z szerokim i wyraźnym garbem. Brzeg początkowo nieco podwinięty, potem wyprostowujący się i odginający w górę. Powierzchnia wełnisto-włókienkowata, przy brzegu włókienkowata i już u młodych owocników przechodząca w gęsto kosmkową. Kolor od żółtawego do jasnobeżowego, z powodu licznych brązowych włókienek wydaje się pstrokaty.
Blaszki
Częściowo przyrośnięte, z blaszeczkami. Początkowo beżowe lub lekko szarawe, potem ciemniejsze, o barwie od szarożółtawej do jasnobrązowej. Ostrza orzęsione.
Trzon
Wysokość 3–8 cm, grubość 0,5–1 cm, walcowaty, czasami nieco wygięty, z obrzeżoną bulwką u podstawy. Powierzchnia u młodych owocników biaława, potem o barwie od żółtawej do delikatnie beżowej. Jest oszroniona prawie do podstawy.
Miąższ
W kapeluszu i w bulwce białawy, w trzonie o barwie od białawej do kremowej i włóknisty. Zapach nieco kwaskowaty.
Cechy mikroskopowe
Zarodniki o wyraźnych guzkach i wymiarach 8–11 × 6–8 µm. Podstawki 30–35 × 9–11 µm. Cheilocystydy, pleurocystydy 50–80 × 15–20(30) µm i ścianie grubości do 2 µm. Kaulocystydy podobne, ale mniejsze.

## Występowanie i siedlisko
Znane jest występowanie strzępiaka perełkowego w niektórych krajach Europy. W piśmiennictwie naukowym na terenie Polski do 2003 r. podano jedno tylko stanowisko (Pogórze Wiśnickie, 2000 r.). Więcej stanowisk i bardziej aktualnych podaje internetowy atlas grzybów. Zaliczony w nim jest do gatunków chronionych i zagrożonych.
Grzyb mikoryzowy. Rośnie na ziemi w lasach liściastych.